# Patinação artística nos Jogos Olímpicos de Inverno de 1936
A patinação artística nos Jogos Olímpicos de Inverno de 1936 consistiu de três provas: individual masculina, individual feminina e duplas. As competições ocorreram entre 9 e 15 de fevereiro de 1936.

## Medalhistas
| Evento                        | Ouro                                 | Prata                               | Bronze                                   |
| ----------------------------- | ------------------------------------ | ----------------------------------- | ---------------------------------------- |
| Individual masculino detalhes | Karl Schäfer AUT Áustria             | Ernst Baier GER Alemanha            | Felix Kaspar AUT Áustria                 |
| Individual feminino detalhes  | Sonja Henie NOR Noruega              | Cecilia Colledge GBR Grã-Bretanha   | Vivi-Anne Hultén SWE Suécia              |
| Duplas detalhes               | Maxi Herber Ernst Baier GER Alemanha | Ilse Pausin Erik Pausin AUT Áustria | Emília Rotter László Szollás HUN Hungria |

## Quadro de medalhas
| Ordem | País             | Medalha de ouro | Medalha de prata | Medalha de bronze |   |
| ----- | ---------------- | --------------- | ---------------- | ----------------- | - |
| 1     | AUT Áustria      | 1               | 1                | 1                 | 3 |
| 2     | GER Alemanha     | 1               | 1                |                   | 2 |
| 3     | NOR Noruega      | 1               |                  |                   | 1 |
| 4     | GBR Grã-Bretanha |                 | 1                |                   | 1 |
| 5     | HUN Hungria      |                 |                  | 1                 | 1 |
| 5     | SWE Suécia       |                 |                  | 1                 | 1 |
| TOTAL | TOTAL            | 3               | 3                | 3                 | 9 |

## Países participantes
Apenas três patinadores competiram tanto na prova individual quanto na prova em dupla.
Um total de 84 patinadores (41 homens e 43 mulheres) de 17 países competiram nos Jogos:
| - AUT Áustria (12) - BEL Bélgica (4) - CAN Canadá (6) - EST Estônia (2) - FIN Finlândia (1) - GBR Grã-Bretanha (12) - GER Alemanha (7) - HUN Hungria (7) - ITA Itália (2) | - JPN Japão (5) - LAT Letônia (4) - NOR Noruega (4) - ROM Romênia (3) - SUI Suíça (2) - SWE Suécia (1) - TCH Checoslováquia (3) - USA Estados Unidos (9) |